# Stara Morawa

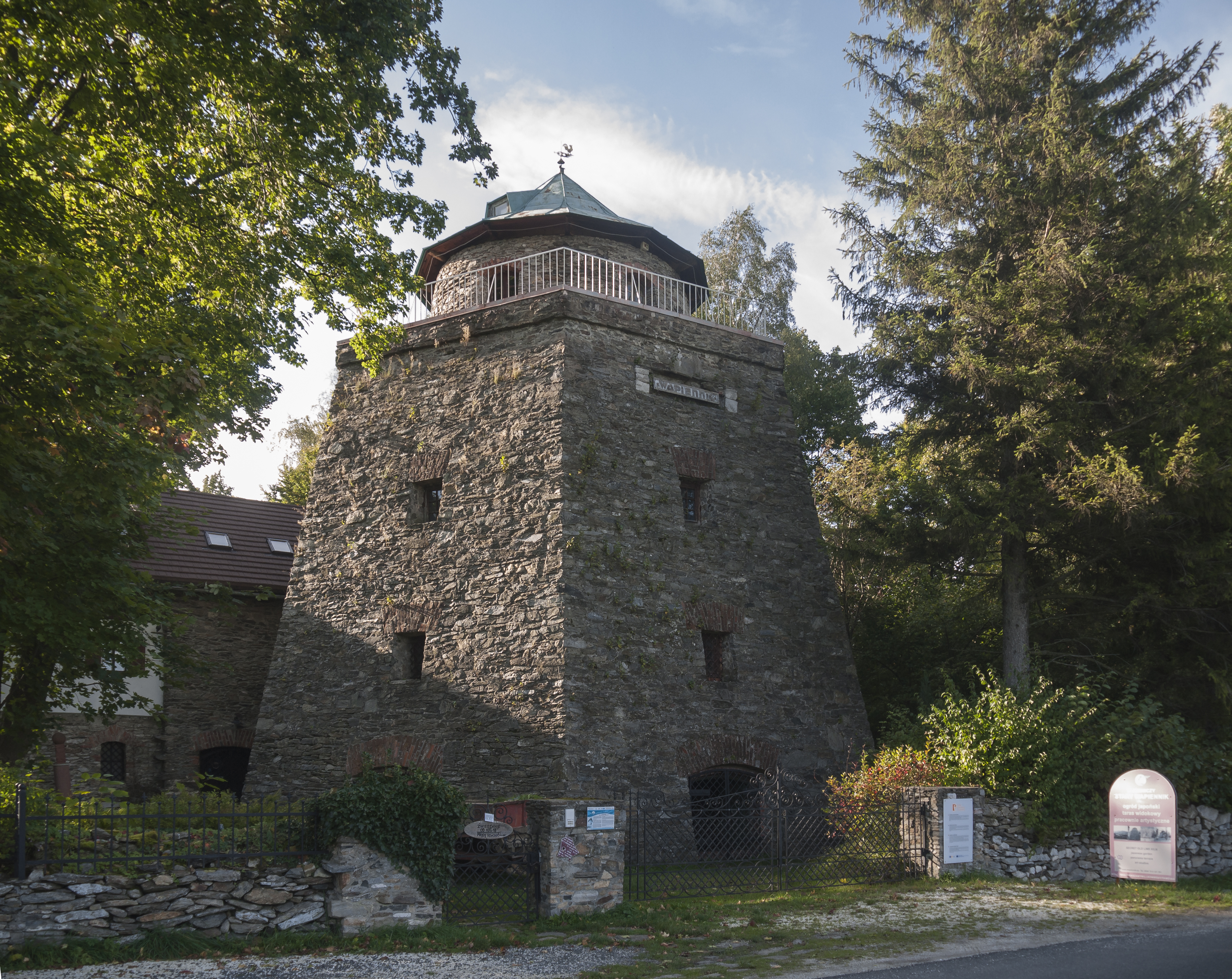
Horno de cal en Stara Morawa

Stara Morawa (del alemán: Alt Mohrau) es una aldea en Silesia.

## Horno de cal
Por encima de Stara Morawa se encuentra un antiguo horno de cal llamado Gnadenstein en alemán o Łaskawy Kamień en polaco (Piedra de Gracia en español) que ha sido clasificado como monumento cultural. El edificio fue diseñado a principios del siglo XIX por Karl Friedrich Schinkel. Fue restaurado en 1978. Es la sede de una asociación de promoción alemano-polaca, de un museo, y de la redacción de la revista histórica regional Stronica Śnieżnika. El parque al lado del horno está diseñado como un jardín japonés. En el parque hay un pabellón que alberga una galería de arte.